# Palacio de Navarra
Pałac Nawarski (hiszp. Palacio de Navarra) – neoklasyczny pałac w Pameplunie, siedziba władz hiszpańskiej prowincji Nawarra.
Pałac został zaprojektowany w 1840 przez architekta José de Nagusia. We wnętrzu znajdują się dzieła sztuki takie jak Portret Ferdynanda VII Francisca Goi oraz gobelin przedstawiający bitwę pod Las Navas de Tolosa.